# کاتر کلاس ترژری
کاتر کلاس ترژری (به انگلیسی: Treasury-class cutter) یک کلاس از کشتی است که طول آن ۳۲۷ فوت (۹۹٫۶۷ متر) می‌باشد.